# Peugeot A4
Il Peugeot A4 è un motore endotermico alternativo aspirato a Ciclo Otto, realizzato dalla Peugeot Sport per l'utilizzo nel campionato del Mondo di Formula 1.
Esistono due versioni di questo motore, denominate A4 ed A6.
Ambedue sono state utilizzate nel mondiale 1994 dal team McLaren sulla McLaren MP4/9.

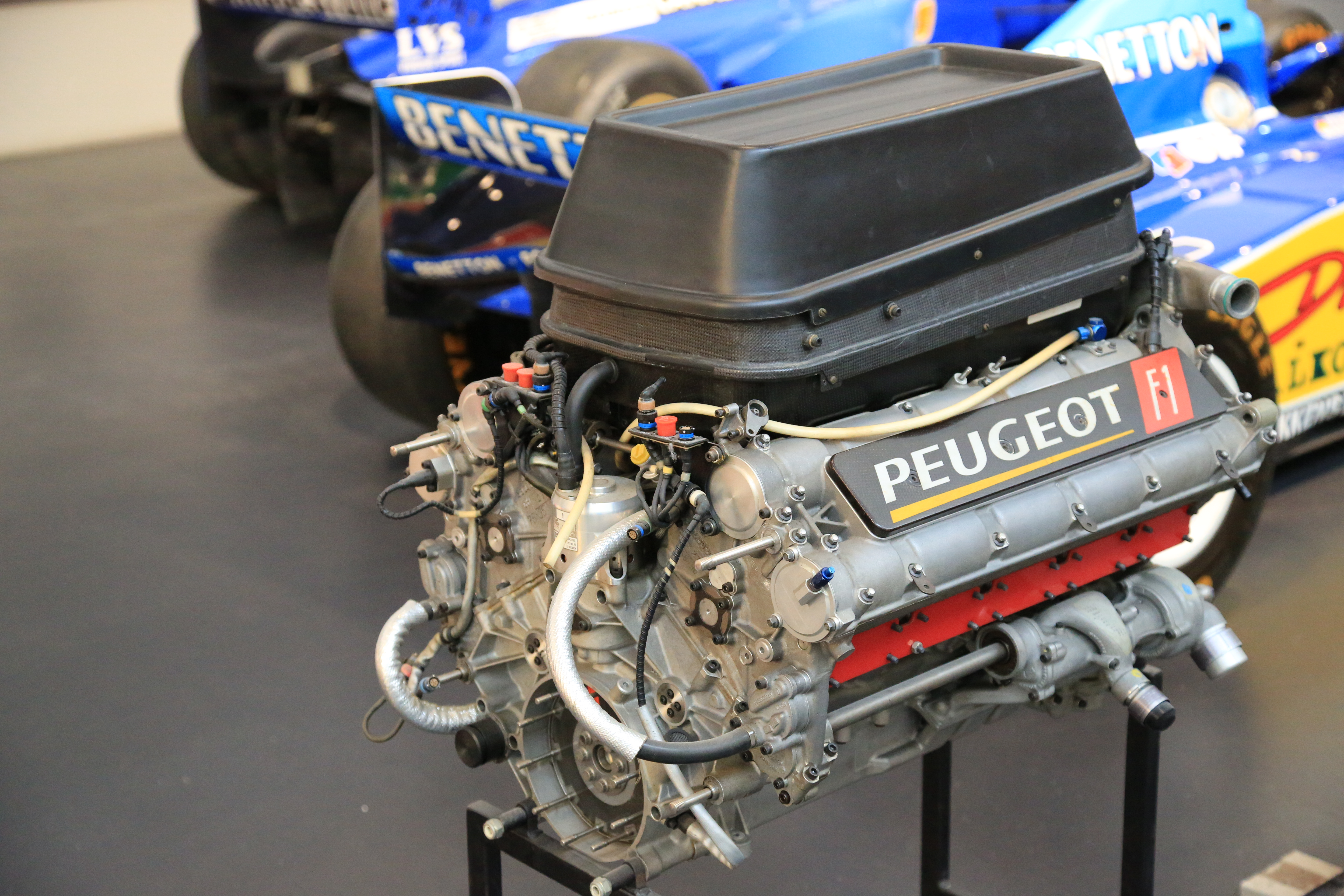
Peugeot A4

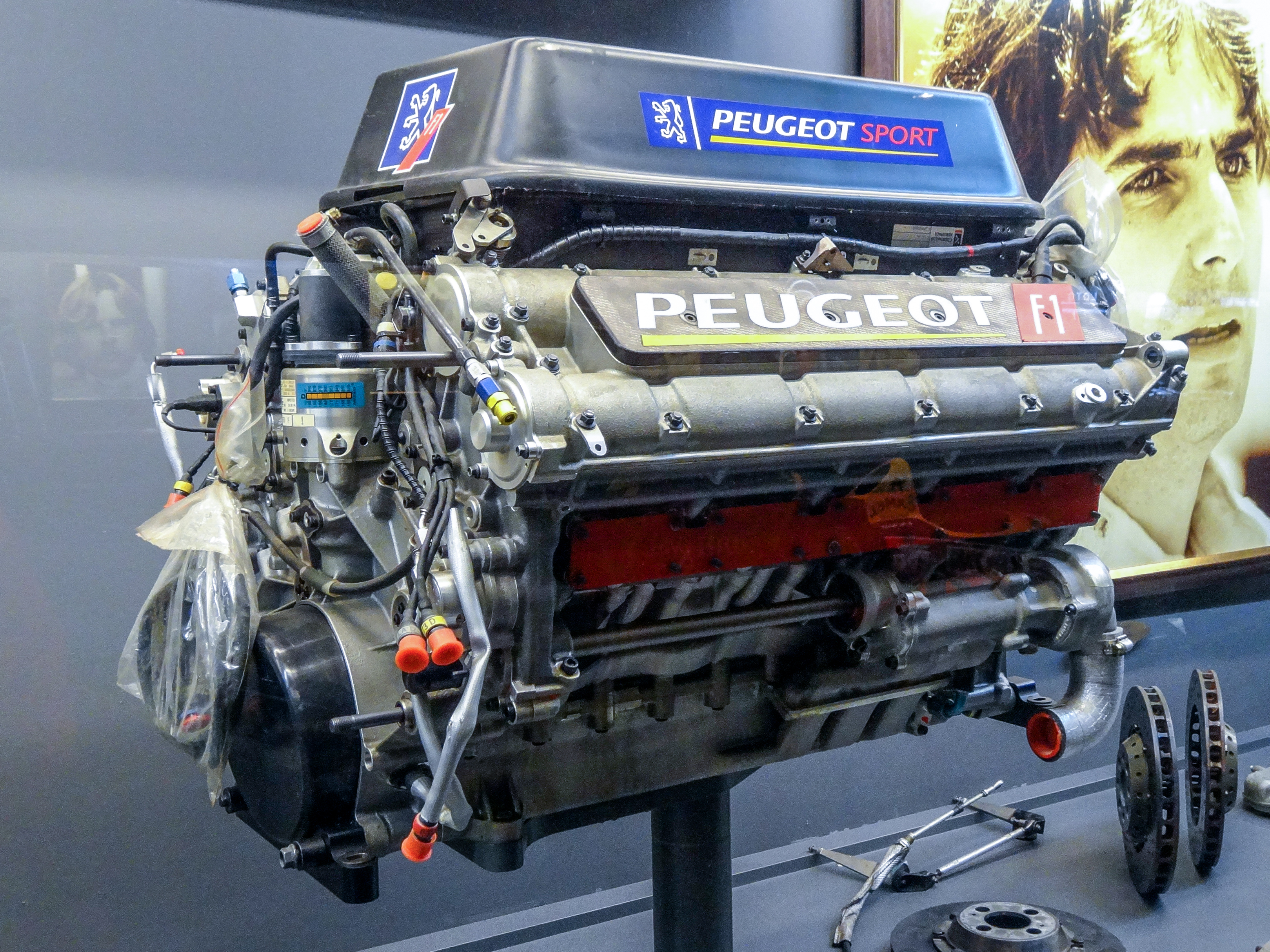
Peugeot A6

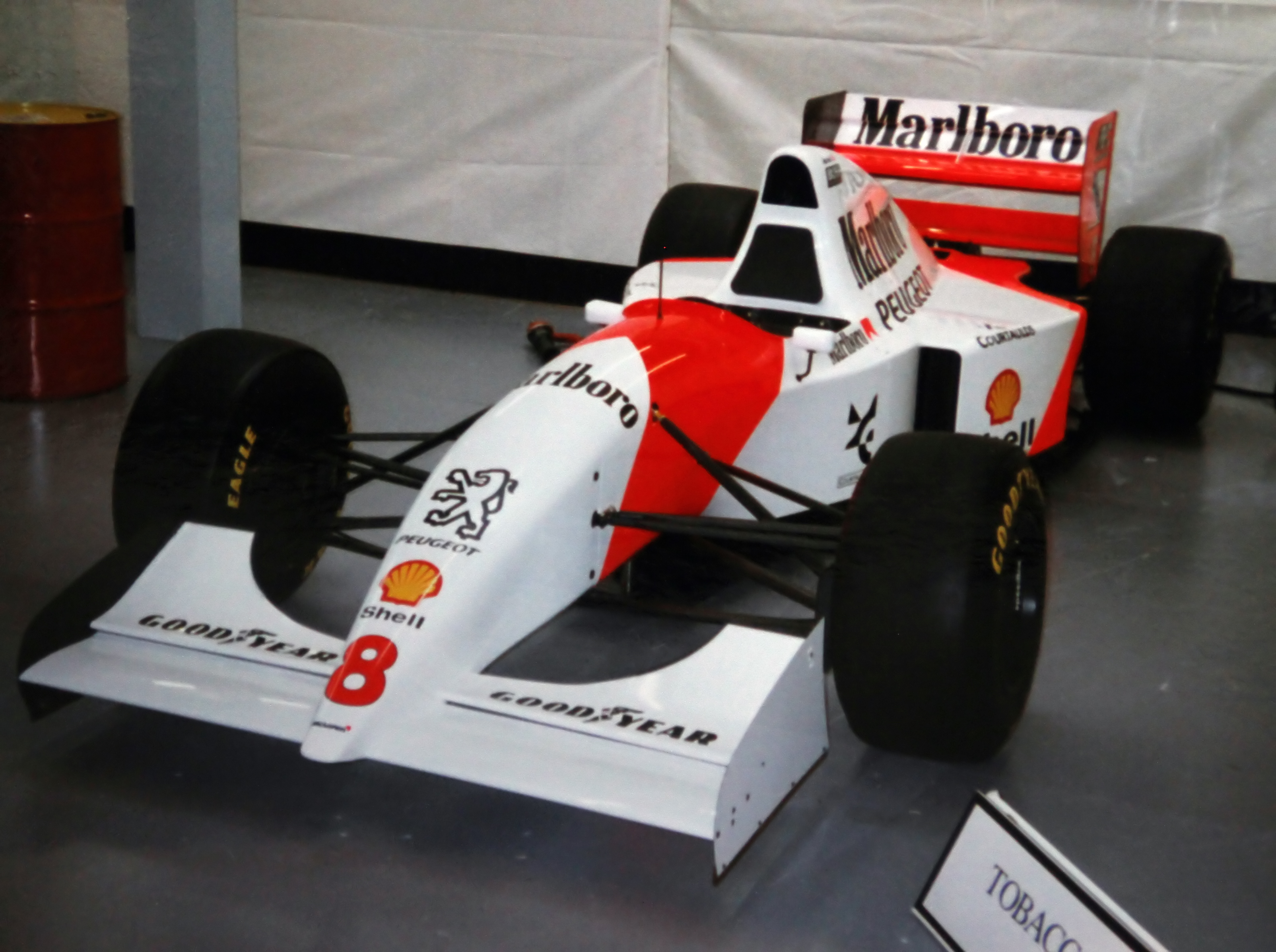
McLaren MP4-9 con motore Peugeot A6

## Contesto
Nel 1993 venne abolito il campionato mondiale sportprototipi, categoria nella quale la Peugeot aveva investito grosse somme di denaro e che la casa del leone aveva monopolizzato vincendo anche la gara più prestigiosa ossia la 24 ore di Le Mans, cogliendo addirittura una tripletta proprio nel '93.
Il motivo risiedeva nei costi sempre maggiori e ormai paragonabili a quelli del mondiale di Formula 1, in quanto le specifiche tecniche emanate dalla FIA erano praticamente identiche a quelle delle monoposto.
Alla luce di queste considerazioni la maggior parte dei costruttori decise di ritirarsi poiché gli investimenti sostenuti per i prototipi non garantivano lo stesso ritorno di immagine della Formula 1.
Ma la casa transalpina decise di convertire i progetti già in essere per adattarli al campionato per monoposto.
Questa caratteristica è tipica della Peugeot che in precedenza fece una cosa simile quando venne abolito il Gruppo B nei rally, ma non volendo riprogettare tutto da zero, si ritirò dal WRC per concorrere nei rally raid ed in particolare alla Parigi-Dakar e alla cronoscalata del Pikes Peak.

## Progetto
Il motore A4 è derivato dal progetto SA35-A2, ossia l'ultima evoluzione del motore utilizzato dalla Peugeot 905 nel mondiale sportprototipi, dunque le caratteristiche di base sono simili, ma per il resto l'A4 è completamente nuovo.
Alla Peugeot pensarono di partire dalla base dell'SA35-A2 in quanto era un motore con caratteristiche molto simili a quelle dei motori di Formula 1 dell'epoca e perché si dimostrò anche molto veloce, tanto che la 905 nel 1992 fece la pole position sul circuito di Magny Cours con un tempo che le avrebbe valso il sesto posto sulla griglia di partenza del Gran Premio di Formula 1 disputato nello stesso anno sulla medesima pista.
Si decise mantenere una architettura a V con inalterato il frazionameto a 10 cilindri, sulla falsariga degli ottimi risultati ottenuti prima dalla Honda e poi dalla Renault.
Sui prototipi la Peugeot utilizzò un motore a 10 cilindri e non ad 8 perché avrebbe dovuto costruire una vettura abbastanza lunga da poter trovare stabilità alle alte velocità e nei lunghi curvoni in appoggio, ma in Formula 1 si cercava di avere delle vetture più agili che correvano anche nei circuiti cittadini.
Tuttavia all'epoca alcuni costruttori frazionavano i motori con 12 cilindri per garantire un'elasticità di marcia maggiore, ma con 10 si aveva il miglior compromesso di peso-ingombri-prestazioni rispetto ai motori ad 8 e 12 cilindri.
La prima differenza rispetto all'SA35-A2 era nell'angolo di bancata che passò da 80 a 75°.
In questo modo anche se il centro di gravità della macchina era leggermente più alto, si poteva beneficiare di una sezione frontale più piccola col vantaggio di ridurre la resistenza all'avanzamento, ma tra le altre cause vi era il fatto che le Formula 1 erano meno ingombranti dei prototipi e quindi non era necessario avere un angolo troppo ampio per facilitare lo smaltimento termico.
Inoltre le gare di Formula 1 duravano massimo due ore contro le 24 di alcuni eventi dei prototipi, riducendo non poco le esigenze di cui prima.
Una delle peculiarità del motore francese era l'utilizzo di un sistema di richiamo delle valvole di tipo pneumatico, senza le molle di metallo.
Grazie a questa soluzione adoperata sui prototipi sin dal 1990, la Peugeot si era costruita una importante esperienza nel campo della distribuzione perciò poteva far lavorare il proprio motore a regimi di rotazione molto alti.
Tuttavia la necessità di far durare il motore diverse ore, non le aveva consentito di esplorare il comportamento dello stesso a regimi di rotazione molto alti e questo pregiudicò l'affidabilità dell'A4 nonostante raggiunse facilmente potenze nell'ordine dei 760 cavalli, ossia un centinaio in pià rispetto al motore SA35-A2.
Sempre per quanto riguarda la distribuzione, prevedeva quattro valvole per cilindro comandate da quattro alberi a camme in testa azionati da una cascata di ingranaggi.
Fra le varie migliorie c'è da segnalare l'impiego massiccio di leghe speciali che consentirono di ridurre il peso di 18 kg rispetto alla variante utilizzata sulla 905, per una massa totale di 133 kg, un valore molto buono per quegli anni.
Il motore venne testato durante il 1993 sulla 905 EVO2 che però non gareggiò mai perché ritenuta troppo fragile.
Tuttavia fino a settembre di quell'anno la Peugeot non aveva ancora trovato un committente in Formula, ma la situazione si sbloccò quando Flavio Briatore comprò la Ligier che utilizzava i motori Renault con lo scopo di adoperarli in seguito sulle Benetton di cui era direttore sportivo.
Ron Dennis aveva provato a siglare un accordo con la Renault, ma la mossa di Briatore non gli permise di chiudere l'affare, allora dopo un'altra trattavia andata a monte con la Lamborghini si accordò con la Peugeot per la fornitura di motori per tre stagioni.
L'A4 venne perfezionato in dicembre per poter essere accolto dalle scocche McLaren Mp4/9, ma si dimostrò subito poco affidabile.
Dopo sole tre gare venne fatta debuttare una nuova versione denominata A6, che seppur più potente tenne fede alla promessa di incrementare sensibilmente le prestazioni e l'affidabilità.
Non erano rari cedimenti del motore non solo in gara ma anche nei normali test di sviluppo della vettura.
Tra i vari episodi è emblematico quello al Gran Premio di Gran Bretagna 1994, quando il motore di Brundle andò in fiamme immediatamente allo scatto sulla griglia di partenza.
La stagione fu una delle peggiori per la McLaren, che per la prima volta dal 1980 concluse la stagione senza nemmeno una vittoria.
I dissidi tra Dennis ed i transalpini (che volevano imporre Philippe Alliot come secondo pilota) portarono alla rescissione della fornitura e della collaborazione.
Nel 1995 la Peugeot strinse un accordo con la Jordan, ma con dei nuovi motori costruiti sulla base di nuove norme emanate dalla FIA